# Stuttgart-Ost
Stuttgart-Ost – okręg administracyjny (Stadtbezirk) w Stuttgarcie, w kraju związkowym Badenia-Wirtembergia. Liczy 45 826 mieszkańców (31 grudnia 2011) i ma powierzchnię 9,04 km².